# فرودگاه موستاگانم
فرودگاه موستاگانم (به انگلیسی: Mostaganem Airport) یک فرودگاه همگانی با کد یاتا MQV است که یک باند فرود آسفالت دارد و طول باند آن ۱۸۰۰ متر است. این فرودگاه در کشور الجزایر قرار دارد و در ارتفاع ۹۰ متری از سطح دریا واقع شده‌است.